# Martial Industrial
Martial Industrial, auch als Military Pop und Kinky March Music bekannt, ist ein Musiksubgenre, das dem Post-Industrial zugerechnet wird.

## Geschichte

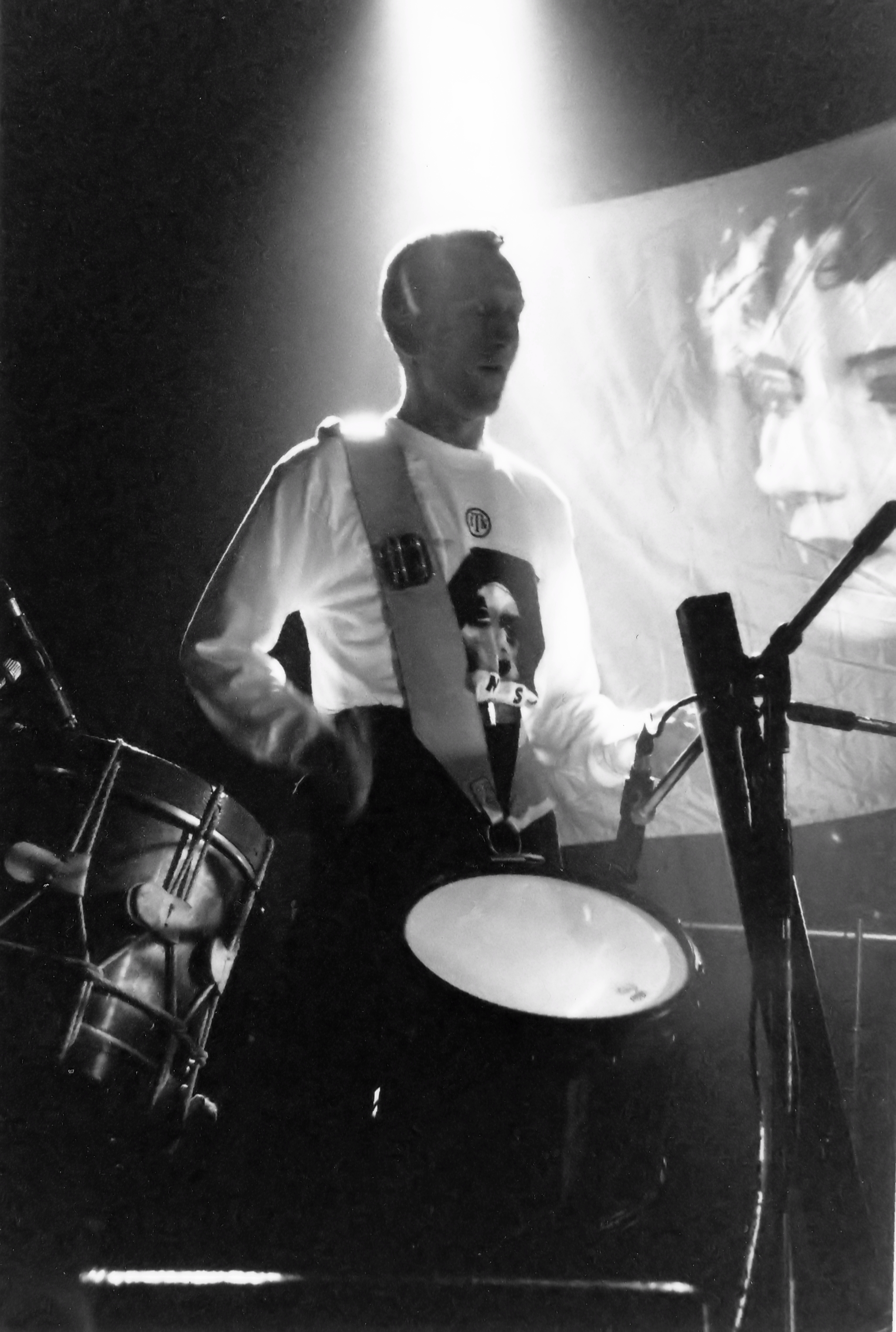
Vorreiter In the Nursery bei einem Auftritt im Jahr 1992

Das Genre entstand Ende der 1980er Jahre unter dem Einfluss des Industrial und des Dark Wave. Bis zur Mitte der 1980er Jahre verschmolzen, bisher noch weniger populäre Künstler des Industrial-Umfelds Elemente und Ideen des Industrial mit Stil-Facetten die der Gothic-Szene entstammten. Darunter rechnet Marcus Stiglegger den „betont martialischen“ Martial Industrial, der insbesondere Ideen von Laibach, Vagina Dentata Organ und In the Nursery aufgriff.
Ähnlich wie diese Vorbilder agierten zu Beginn der 1990er Jahre Künstler wie The Moon Lay Hidden Beneath a Cloud, Regard Extrême, Dernière Volonté und besonders populär Der Blutharsch und Blood Axis, die sich zunehmend auf diese Spielform des Post-Industrials fokussierten. Im Lauf der frühen 1990er Jahre etablierten sich die vereinheitlichenden Bezeichnungen für den kurzen Erfolgszeitraum des Genres. Als bedeutende Größe und Hauptvertreter in dieser Phase galt dabei Der Blutharsch. Das Genre versiegte allerdings früh und eine umfassende Verbreitung blieb aufgrund der „inhaltlichen und musikalischen Limitierung“ aus. Zugleich wurden in den 1990er Jahren intensiven kultur- und sozialwissenschaftlichen Auseinandersetzungen, im Hinblick auf eine mögliche Affirmation rechtsextremer Ideologien durch Musikgruppen der schwarzen Szene, insbesondere des Neofolk und des Martial Industrial wie Allerseelen, Von Thronstahl, Blood Axis und Der Blutharsch, betrieben. Während sich vereinzelt Interpreten vereindeutigten oder offen zum Faschismus bekannten, verwiesen andere auf künstlerischen Anspruch, Provokation und ironische Brechungen.
Neue Interpreten wie Stalingrad Valkyrie, Nihil Novi Sub Sole, Arditi oder Triarii traten nach der Mitte der 2000er Jahre nur noch selten in Erscheinung. Auch Der Blutharsch, als Hauptinterpret des Genres, variierte den eigenen Stil fort vom Martial Industrial.

## Stileinordnung

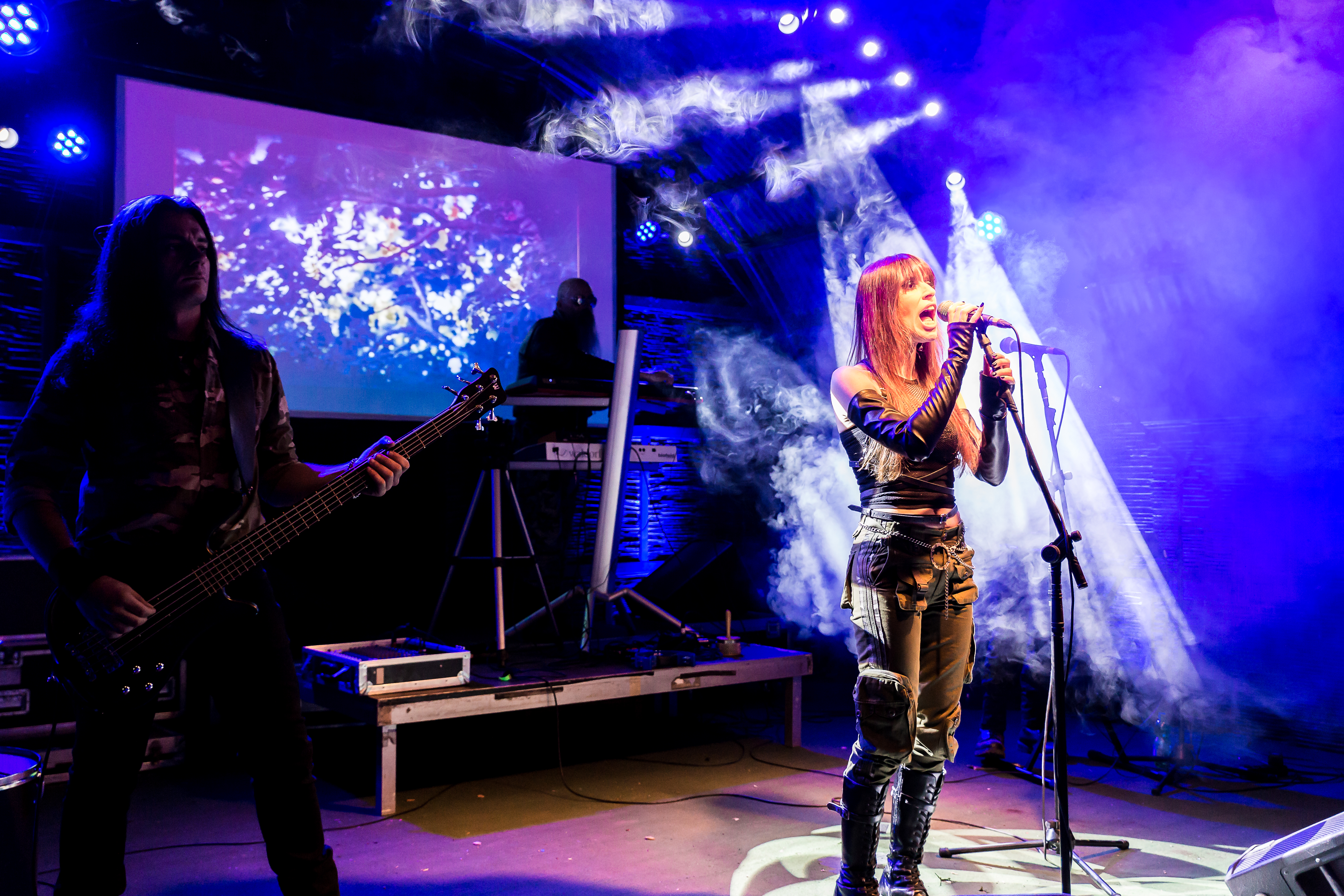
Stalingrad Valkyrie während der Nocturnal Culture Night im Jahr 2018.

Dark Ambient wird als Hybrider Stil zwischen Neoklassik, Neofolk und Post-Industrial beschrieben. Als typische Elemente gelten Marschrhythmen, Marschtrommeln, Klangcollagen des Dark Ambient sowie häufig gesampelt oder synthetisch generierte Klänge die als heroischer und klassischer Pathos und Bombast assoziiert werden. Die Übernahme von Richard Wagner, Johann Sebastian Bach oder Soldatenliedern ist ebenso üblich wie das Sampling von Kriegs- beziehungsweise Antikriegsfilmen. Dem Genre zugewandte Interpreten „nutzen klassische Instrumentierung, um heroische Bombast-Stimmungen zu erzeugen: Test Dept. aus dem Avantgarde-Industrial und die wuchtigen Laibach-Produktionen aus den 80er Jahren sind hier wichtige Referenzen, wie auch einige elektronische Projekte mit Bombast-Anspruch des schwedischen Labels Cold Meat Industry (In Slaughter Natives, Morthound).“
Der inhaltliche und lyrische Rekurs auf das Thema Krieg ist dabei immanent und umfasst akustische, lyrische wie visuelle „Bezüge zu Krieg, Kampf, Treue und Tod“.

## Kultur
Der Martial Industrial verfügt über keine eigenständige Szene mit eigenen kulturellen Ausprägungen. Das Publikum ordnet sich vornehmlich jenem des Neofolk unter. Weitere Anhänger entstammen der Anhängerschaft der Electronic Body Music und des Post-Industrial. Entsprechend divergent erscheint das Auftreten des Publikums. Uniformen und uniformähnliche Kleidung sind gängig. Bekleidungselemente der Gothic-Szene oder eines intellektuellen und kreativen Kulturkreises sind jedoch ebenso anzutreffen. Anhänger aus der Neuen Rechten und dem Rechtsextremismus machen einen Teil des Publikums aus, dominieren dies jedoch nicht.